# Juliette Labous
Juliette Labous (Roche-lez-Beaupré (Besançon), 4 november 1998) is een Franse wielrenster die sinds 2025 voor FDJ-Suez rijdt. 

## Carrière
Bij de junioren behaalde ze vier nationale titels (waarvan één in het veldrijden) en won ze brons op zowel het Europees als het wereldkampioenschap tijdrijden. Hierna kreeg ze haar eerste profcontract bij Team Sunweb. Op 9 juli 2017 won ze de afsluitende koninginnenrit van de Tsjechische rittenkoers Tour de Feminin - O cenu Českého Švýcarska in Krasna Lipa in een sprint-a-deux met Tayler Wiles. In 2024 werd ze Frans kampioene op de weg in een sprint-a-deux met Gladys Verhulst. Labous had zes kilometer eerder Verhulsts ploeggenote Jade Wiel met een aanval gelost.

### Privé
Labous is sinds mei 2024 verloofd met wielrenner Clément Berthet.

## Palmares

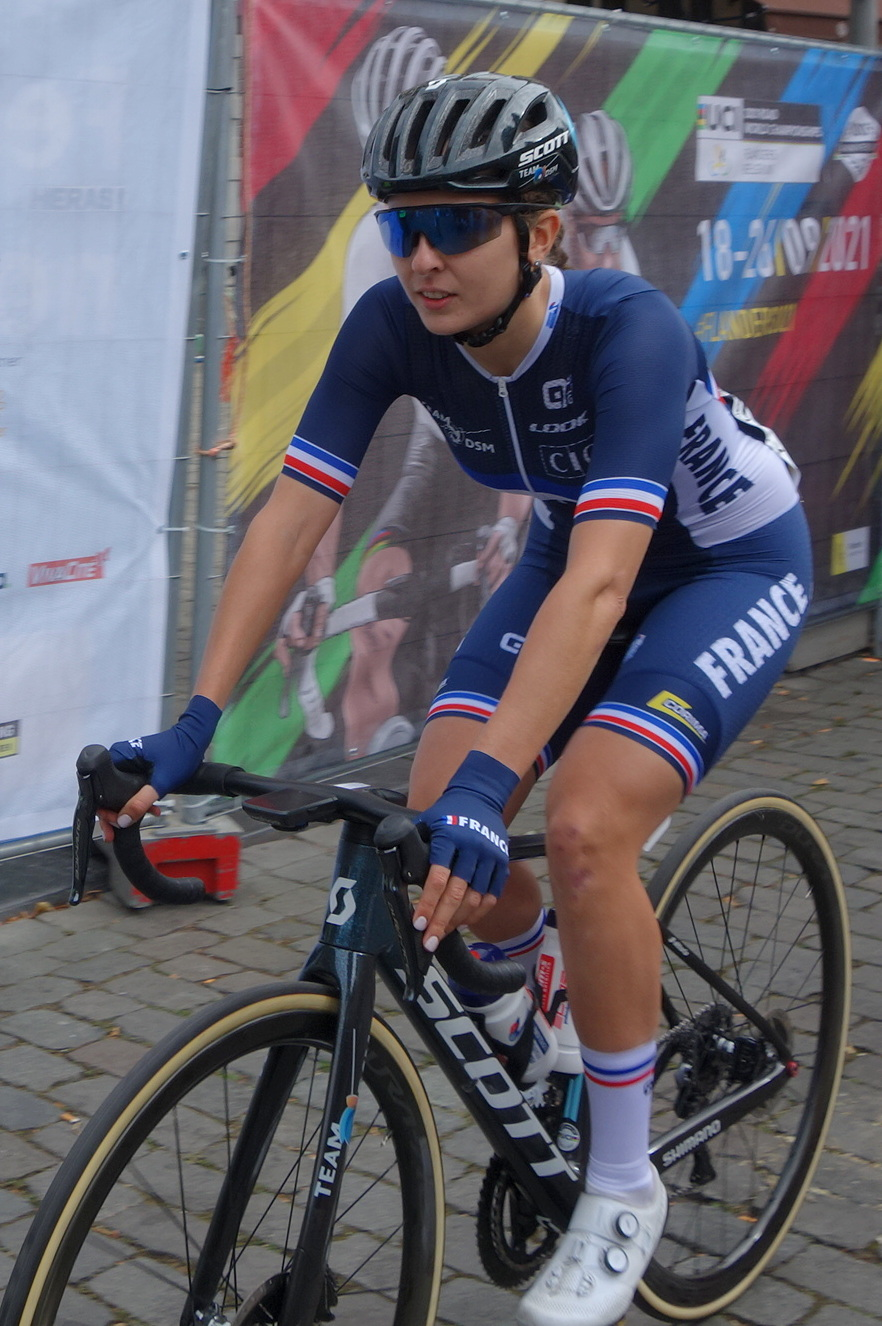
Bij de start van het WK 2021 in Antwerpen.

2015
 Frans kampioene tijdrijden (junior)
 Frans kampioene veldrijden (junior)
2016
 Frans kampioene op de weg (junior)
 Frans kampioene tijdrijden (junior)
 Wereldkampioenschap tijdrijden (junior)
 Europees kampioenschap tijdrijden (junior)
2017
5e etappe Tour de Feminin - O cenu Českého Švýcarska
2020
 Frans kampioene tijdrijden (elite)
 Frans kampioene tijdrijden (beloften)
2022
Eindklassement Ronde van Burgos
6e etappe Ronde van Italië
2023
 Europees kampioen gemengde ploegenestafette, elite
2024
 Frans kampioene op de weg (elite)

### Resultaten in voornaamste wedstrijden
| Jaar | Ronde van Italië | Ronde van Frankrijk | Ronde van Spanje |
| ---- | ---------------- | ------------------- | ---------------- |
| 2017 |                  |                     | 59e              |
| 2018 | 29e              |                     |                  |
| 2019 | 11e              |                     | 19e              |
| 2020 | 23e              |                     |                  |
| 2021 | 7e               |                     | opgave           |
| 2022 | 9e (1)           | 4e                  | 9e               |
| 2023 | ↑                | 5e                  | 7e               |
| 2024 |                  |                     | 4e               |
| 2025 | 29e              | 7e                  | 5e               |

| Jaar | Milaan-San Remo | Ronde van Vlaanderen | Amstel Gold Race | Luik-Bast.‑Luik | Strade Bianche | Brabantse Pijl | Waalse Pijl |  | WK op de weg |
| ---- | --------------- | -------------------- | ---------------- | --------------- | -------------- | -------------- | ----------- |  | ------------ |
| 2017 |                 |                      |                  | opgave          |                |                | 38e         |  | opgave       |
| 2018 |                 |                      |                  | 51e             | 33e            | 25e            | 52e         |  | 61e          |
| 2019 |                 |                      | 40e              | 31e             | 50e            | 34e            | 38e         |  | 65e          |
| 2020 |                 |                      |                  | 8e              | opgave         |                | 22e         |  | 41e          |
| 2021 |                 | 60e                  | 16e              |                 | 25e            | 6e             | 6e          |  | 46e          |
| 2022 |                 |                      | 11e              | 12e             | 26e            | 5e             | opgave      |  | 7e           |
| 2023 |                 | 6e                   | 18e              | 13e             | 36e            |                | 12e         |  | 16e          |
| 2024 |                 |                      | 19e              | 8e              |                |                | 7e          |  | 12e          |
| 2025 | 8e              |                      | 4e               |                 | 4e             |                | 7e          |  |              |

## Ploegen
- 2017 –  Team Sunweb
- 2018 –  Team Sunweb
- 2019 –  Team Sunweb
- 2020 –  Team Sunweb
- 2021 –  Team DSM
- 2022 –  Team DSM
- 2023 –  Team DSM-Firmenich
- 2024 –  Team dsm-firmenich PostNL
- 2025 –  FDJ-Suez

Brand · Kirchmann · Labous · Lippert · Mackaij · Rivera · Slik · Soek · Stultiens · Van Dijk · Weaver
Brand · Kirchmann · Labous · Lippert · Mackaij · Mathiesen · Rivera · Soek · Van Dijk · Winder
Andersen · Brand · Ensing · Georgi · Kirchmann · Labous · Lippert · Mackaij · Mathiesen · Rivera · Soek
Andersen · Georgi · Henderson · Jackson · Kirchmann · Koch · Labous · Lippert · Mackaij · Mathiesen · Olausson · Rivera · Soek · Wiebes
Andersen · Georgi · Jastrab · Kirchmann · Koch · Labous · Lippert · Mackaij · Olausson · Peperkamp · Rivera · Soek · Wiebes
Barale · Curinier · Georgi · Jastrab · Kirchmann · Koch · Kool · Labous · Lippert · Mackaij · Peperkamp · Uijen · Wiebes
Barale · Ciabocco · Curinier · Georgi · Hengeveld · Jastrab · Koch · Kool · Labous · van der Meiden · Peperkamp · Plouffe · Rayer · Storrie · Uijen · Vinke
Bader (vanaf 16/7) · Barale · Barbieri · Ciabocco · Georgi · Hengeveld · Jastrab · Koch · Kool · Labous · van der Meiden (tot 30/7) · Nelson · Peperkamp · Plouffe · Rayer · Smith · Storrie · Uijen · Vinke
Adegeest · Buysman · Chabbey · Curinier · Demay · Duval · Gery · Guazzini · Kraak · Labous · Le Net · Molengraaf · Muzic · Rayer · Vigilia · Vollering · Wiel · Wollaston